# هيغويرا
بلدية هيغويرا (بالإسبانية: Higuera)‏، هي بلدية تقع في مقاطعة قصرش والتي تقع في منطقة إكستريمادورا، غرب إسبانيا.
يبلغ عدد سكانها 110 نسمة وفقاً لإحصائية سنة (2002).